# Атланти і каріатиди
«Атланти і каріатиди» — радянський 8-серійний телевізійний художній фільм 1980 року режисера Олександра Гутковича за однойменним романом письменника Івана Шамякіна, знятий Білоруським телебаченням.
Вступну пісню, яка звучить під час титрів кожної серії фільму, виконує Йосип Кобзон.

## Сюжет
Місце дії — обласне місто Білорусі (без уточнення його назви). Фільм присвячений життю радянської інтелігенції, роботі, проблемам сімейного життя головного архітектора міста Максима Карнача (актор Євген Лазарев) — людини талановитої, людини дії. Йому доводиться долати нерозуміння, а іноді «прямий конфлікт інтересів з партбонзами та чиновництвом радянського вишколу».

## У ролях
- Євген Лазарев —  Максим Ефтихійович Карнач, головний архітектор міста
- Всеволод Сафонов —  Герасим Петрович Ігнатович, секретар міськкому партії
- Євген Євстигнєєв —  Сосновський Леонід Минович, секретар обкому партії
- Алла Ларіонова —  Дар'я Макарівна Карнач, дружина Максима Карнача
- Микола Єременко (старший) —  Пал Палич Кислюк, голова міськвиконкому Ради народних депутатів
- Ростислав Янковський —  Арсеній Миколайович Язикевич
- Ельза Леждей —  Галина Володимирівна, секретар Ігнатовича
- Олександра Климова —  Ганна Титівна Прабабкіна
- Олексій Ейбоженко —  Шугачов Віктор, архітектор, друг Максима
- Людмила Макарова —  Поліна, дружина Шугачова
- Леонід Сатановський —  Броніслав Адамович Макаєд, архітектор
- Майя Менглет —  Ніна Іванівна, архітектор, дружина Макаєда
- Ростислав Шмирьов —  начальник міліції, учасник наради
- Степан Бірілло —  Володимир Йосипович, професор архітектури
- Казимир Шишкін —  начальник будівельного управління облвиконкому
- Юрій Сидоров —  Василь Криштальов, співробітник Ради міністрів БРСР
- Лілія Євстигнєєва — Ліза, дружина Ігнатовича, рідна сестра Даші Карнач

## Знімальна група
- Режисер — Олександр Гуткович
- Сценаристи — Іван Шамякін, Олександр Гуткович
- Оператор — Володимир Пронько
- Композитор — Роман Леденьов
- Художник — Борис Кавецький